# Baghmara
Baghmara is een stad en gemeente in het district South Garo Hills van de Indiase staat Meghalaya. 

## Demografie
Volgens de Indiase volkstelling van 2001 wonen er 8.643 mensen in Baghmara, waarvan 53% mannelijk en 47% vrouwelijk is. De plaats heeft een alfabetiseringsgraad van 70%.